# La doble vida del faquir
La doble vida del faquir és una pel·lícula dirigida per Elisabet Cabeza i Esteve Riambau el 2005 i protagonitzada per Joaquim Jordà, Joan Altamiras, Xavier Bagué Bofill, Jordi Bertran, Ramón Cléries, María Teresa Pascual, Artur Pous i Lluís Ros.

## Argument
Les golfes d'un col·legi construït a finals del segle xix a Sant Julià de Vilatorta allotgen un vell projector cinematogràfic que torna a funcionar per projectar una pel·lícula rodada allí mateix el 1937: "Imitant al faquir". Els protagonistes eren els alumnes d'aquella institució, llavors orfes i ara venerables espectadors de la seva pròpia infància atrapada en les imatges rodades per Felip Sagués, un cineasta amateur refugiat durant la guerra civil en aquest poble proper a Vic.
Carmina Sagués evoca la figura del seu pare mentre cinc dels protagonistes de "Imitant al faquir" rememoren el rodatge i la vida quotidiana en aquella escola gestionada per cures. A aquests testimoniatges s'afegeix el de María Teresa Pascual, filla d'un marquès que estiuejava a Sant Julià i protagonista femenina del film. Ella i Artur Pous, el noi que interpretava al valent explorador que es disfressa de faquir per alliberar a la seva germana de ficció de les arpes d'un pervers sultà, no han tornat a veure's des que van compartir aquella aventura adolescent i ara rememoren l'experiència. Un grup d'alumnes d'ara, de la mateixa escola, assisteixen a una projecció de la pel·lícula protagonitzada pels seus vells condeixebles.
L'escena final que contemplen, una batalla campal d'intenció còmica, remet a una guerra molt més sagnant que es lluitava cada vegada més prop de les portes del col·legi. Els records del final de la guerra deixen pas a una nova aventura cinematogràfica protagonitzada per alguns dels alumnes que avui acudeixen al col·legi. Els nens es tornen a disfressar de sultans davant d'un mirall que esborra la frontera entre el passat i el present i un nou faquir, interpretat pel cineasta Joaquim Jordà, els proposa un altre joc de màgia, un encanteri derivat d'un atzar que, alhora, il·lumina les paradoxes de la memòria històrica.